# 2002 FX36
2002 FX36, também escrito como 2002 FX36, é um objeto transnetuniano que está localizado no Cinturão de Kuiper, uma região do Sistema Solar. Este objeto é classificado como um provável cubewano. Ele possui uma magnitude absoluta de 6,5 e tem um diâmetro estimado com cerca de 221 km.

## Descoberta
2002 FX36 foi descoberto no dia 18 de março de 2002 pelo astrônomo Marc W. Buie.

## Órbita
A órbita de 2002 FX36 tem uma excentricidade de 0,044 e possui um semieixo maior de 44,419 UA. O seu periélio leva o mesmo a uma distância de 42,464 UA em relação ao Sol e seu afélio a 46,375 UA.